# أ. تشيس فاوست
أ. تشيس فاوست هو سياسي كندي، ولد في 5 أبريل 1863 في Upper Sackville, New Brunswick ‏ في كندا، وتوفي في 1934. نشط حزبياً في Progressive Party of Canada ‏.